# Рекордные годы

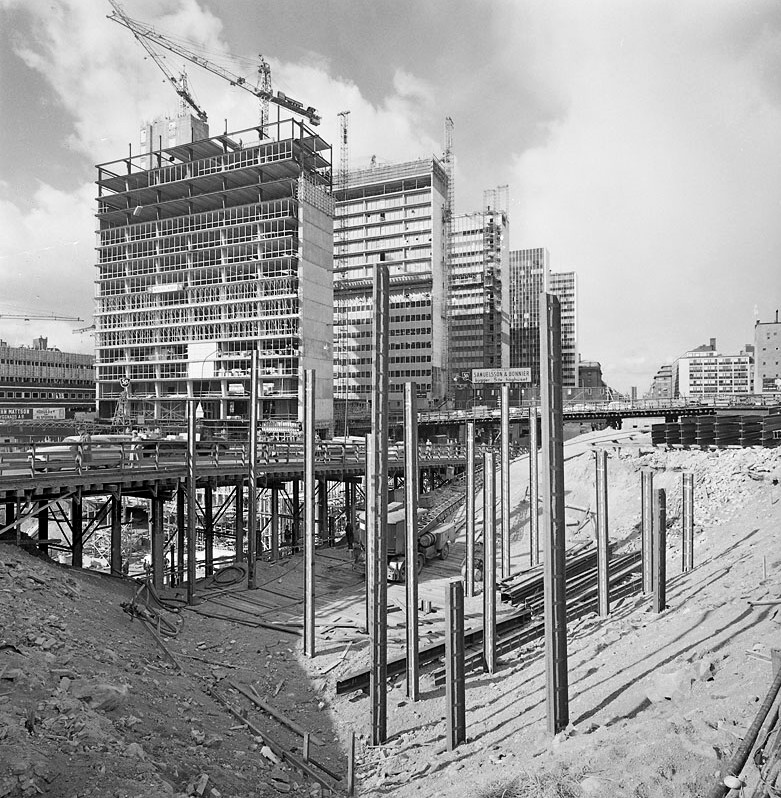
Перестройка Норрмальма, центр Стокгольма, 1963.

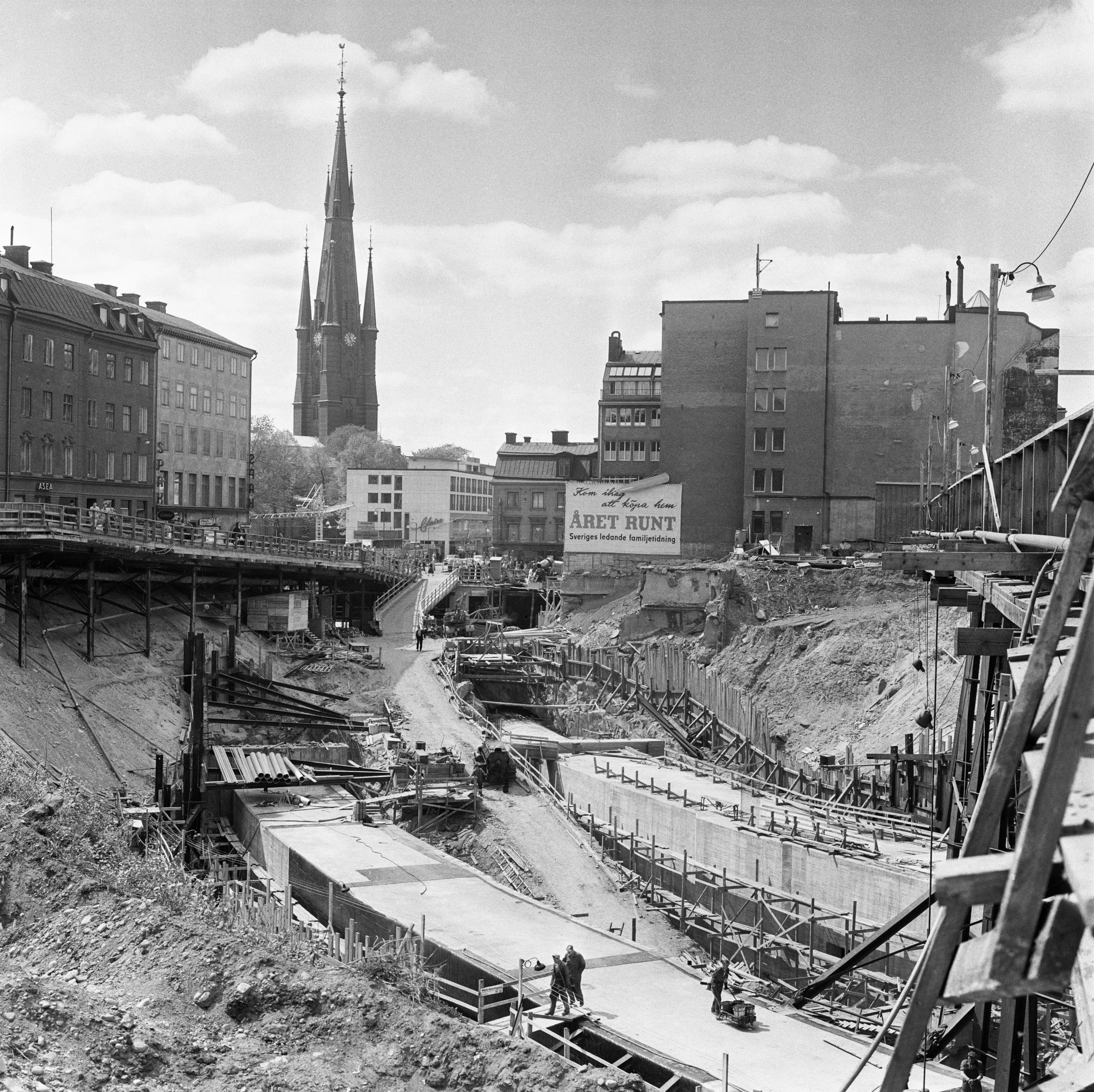
Перестройка Норрмальма и строительство Стокгольмского метро

Рекордные годы (швед. rekordåren) — название шведского экономического подъема после Второй мировой войны, продолжавшегося до Нефтяного кризиса 1973 года. Большая часть этого периода приходится на годы правления премьер-министра Таге Фритьоф Эрландера, остальная — на начало премьерства Улофа Пальме. Первоначальное употребление термина было сатирическим описанием левыми силами периода 1968—1970 годов.
Швеция придерживалась нейтралитета во время обеих Мировых войн, и вступила в послевоенный бум, имея промышленные и демографические преимущества. Швеция также получила помощь по Плану Маршалла.